# Gymnázium Karla Sladkovského
Gymnázium Karla Sladkovského je jedna z nejstarších středních škol v Praze, sídlící v novorenesanční budově na Sladkovského náměstí 8 na Žižkově. Jejím přímým předchůdcem byla C. k. reálka na Žižkově, která začala výuku v prvních dvou třídách 20. září 1897 ještě v provizorních prostorách žižkovské radnice na Havlíčkově náměstí. Roku 1899 byla slavnostně otevřena budova na Sladkovského náměstí, postavená nákladem žižkovského obecního úřadu 250 000 zlatých pod vedením architekta Jindřicha Motejla. Během následujících let reálka vzkvétala, až dosáhla plného stavu přes 500 žáků ve 14 třídách. Během první i druhé světové války přišla škola o několik svých žáků, absolventů i učitelů – v roce 1943 byla struktura ústavu navíc změněna ze sedmileté reálky na osmileté gymnázium. Po komunistickém puči v roce 1948 byl status školy několikrát změněn, dlouho zde působilo čtyřleté gymnázium, až v roce 1994 přešla škola zpět k víceletému (nejprve sedmiletému, později osmiletému) gymnáziu.
Z významných osobností na gymnáziu působili například Antonín Svojsík, který zde založil první junácký oddíl v Čechách, či pozdější předseda České národní rady v roce 1945 dr. Albert Pražák a další. Právě kvůli vysoké úrovni výuky i množství známých absolventů se dříve gymnáziu přezdívalo Žižkovská Sorbonna.

## Bývalí profesoři
- Albert Pražák

## Absolventi
Mezi absolventy této školy patří kupříkladu:
- Jaroslav Marvan – herec
- Miroslav Smotlacha – mykolog
- Olbram Zoubek – sochař
- Václav Bělohradský – filozof a vysokoškolský pedagog
- Ivan Vyskočil – herec a moderátor
- Ondřej Neff – spisovatel a novinář
- Ladislav Potměšil – herec
- Ivan Matoušek – spisovatel
- Lubor Kasal – básník
- Janek Ledecký – zpěvák a skladatel
- Božena Správcová – básnířka
- Dagmar Pecková – operní pěvkyně
- Kateřina Cajthamlová – internistka